# 让·约瑟夫·桑弗尔彻
让·约瑟夫·桑弗尔彻（Jean-Joseph Sanfourche）简称“桑弗尔彻”，是法国画家，诗人，设计师和雕塑家，1929年6月25日出生于波尔多，于2010年3月13日在圣莱昂纳德·诺布拉特逝世。
他从事艺术创作，并且是加斯顿·查萨克（Gaston Chaissac），让·杜布菲和罗伯特·杜伊斯瑙（Robert Doisneau）的朋友，并与他保持通信。 

## 參註
1. ↑  . www.ledelarge.fr.   [2021-02-27]. （原始内容存档于2021-02-09）.
2. ↑  . Benezit Dictionary of Artists.   [2021-02-27]. doi:10.1093/benz/9780199773787.001.0001/acref-9780199773787-e-00160422. （原始内容存档于2020-03-26）.
3. ↑  . data.bnf.fr.   [2021-02-27]. （原始内容存档于2021-02-05）.